# Manouba (província)
A província de Manouba (em árabe: ولاية منوبة; em francês: gouvernorat de la Manouba) é uma província do norte da Tunísia, criada em 2000 pela divisão da província de Ariana. Situa-se a oeste da parte ocidental da capital, Tunes e grande parte do seu território são subúrbios de Tunes.
- capital: Manouba
- área: 1 137 km²
- população: 335 912 habitantes (2004);[2] 379 900 (estimativa de 2013)[3]
- densidade: 295,4 hab./km² (2004)

| Delegação    | População em 2004 |
| ------------ | ----------------- |
| El Battane   | 17 321            |
| Borj El Amri | 16 184            |
| Djedeida     | 40 327            |
| Douar Hicher | 75 959            |
| Mannouba     | 51 398            |
| Mornaguia    | 35 129            |
| Oued Ellil   | 58 544            |
| Tebourba     | 41 050            |